# Satrapía de Arabia

Mapa del Imperio aqueménida en el 500 a. c.

Arabia (retrospectivamente, Arabia aqueménida), Arabâya en persa, fue una satrapía (provincia) del imperio aqueménida. Correspondía a las tierras entre el delta del Nilo (Egipto) y Mesopotamia, más tarde llamadas por los romanos Arabia Petraea.
Según Heródoto, Cambises II no subyugó a los árabes cuándo conquistó Egipto en 525 a. C. Su sucesor Darío el grande no menciona los árabes en su inscripción de Behistún, datada de los primeros años de su reinado, pero les menciona en textos posteriores. Esto sugiere que Darío podría haber conquistado esta parte de Arabia o que originalmente fue parte parte de otra provincia, quizás de la Babilonia aqueménida, antes de convertirse en provincia.
Los árabes no fueron considerados como vasallos de los aqueménidas como otros pueblos y estaban exentos de impuestos. A cambio, debían proporcionar 1000 talentos de franquincienso al año. También colaboraron con las tropas persas al proporcionarles odres de agua durante su travesía por el desierto.